# Vadermonument
Het Vadermonument (eerder Vader en kind) is een artistiek kunstwerk op Zorgvlied. Die begraafplaats ligt binnen de gemeente Amstelveen, maar wordt vaak gerekend tot gemeente Amsterdam.
Kunstenares Nynke Schepers maakte dit beeld van een vader met een kind op de schouder in opdracht van Vroom & Dreesman voor de vestiging op het Binnenhof/Buitenhof in Amstelveen. Dat filiaal werd begonnen in 1969 en geopend op 16 maart 1971, onder het motto "Winkelen is gezinsrecreatie". Dat grotendeels betonnen gebouw werd ontworpen door Piet Zanstra, Ab Gmelig Meyling en Peter de Clercq Zubli   en in de periode 2017-2020 aanmerkelijk verbouwd (er kwamen verdiepingen op), nadat Vroom en Dreesman failliet was gegaan.  
Bij een eerdere renovatie/herindeling van het plein paste het beeld niet meer en werd het verplaatst naar begraafplaats Zorgvlied, die aan het beeld de naam Vadermonument gaf en het beeld op vaderdag 15 juni 2003 onthulde. Het Vadermonument werd door de begraafplaats aangewezen als plek waar men mannen kan gedenken die zelf geen graf  of verstrooiplaats (meer) hebben. Ook worden er bloemwerken naar toe verhuisd die overblijven van een crematie. De naam van de kunstenaar (Nynke Jelles-Schepers) staat op het voetstuk vermeld. De begraafplaats heeft ook een Moedermonument, van de hand van Louis Vreugde uit 1916.  

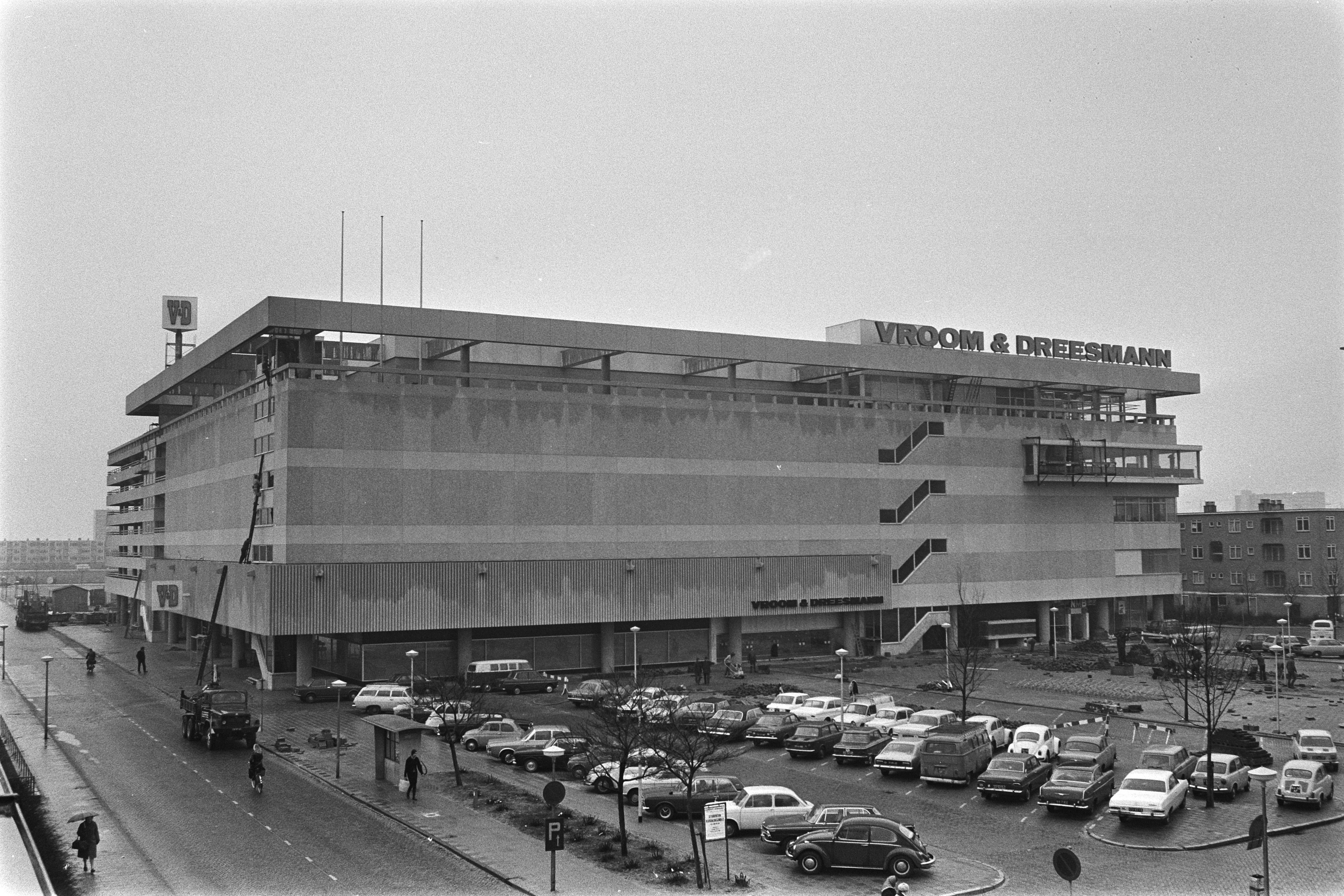
Originele plaats, rechts bij de stratenmakers (maart 1971)